# Смирнов Дизайн
Смирнов Дизайн (SmirnovDesign) — российская компания, основанная Сергеем Смирновым в 1994 году. Основным направлением деятельности компании является промышленный дизайн, среди предлагаемых студией услуг также заявлены:
- дизайн-исследования,
- построение стратегии,
- промышленный дизайн,
- конструирование,
- прототипирование ,
- подготовка производства,
- брендинг,
- графический дизайн.

На данный момент в студии трудятся 8 дизайнеров, 6 конструкторов и 8 административных работников. Компания также имеет своего представителя в Китае.
Смирнов Дизайн входит в группу компаний Smirnov Product Development, куда так же входят компания СТ и компания Зарио.

## История

### 1994
По разным источникам годом основания студии считается 1994 или 1998 год. В этот период основатель компании Сергей Смирнов, выпускник МГХПУ им. С. Г. Строганова, выполнил несколько заказов. Один из них — разработка и запуск в производство серии электротехнических изделий для МПО «Электротехника».

### 2003
Была создана компания Смирнов Технологии, которая занимается техническим и технологическим обеспечением дизайна.

### 2006
Сергей Смирнов стал экспертом Министерства Экономического Развития РФ по вопросам развития дизайна.
Смирнов Дизайн заключил партнёрство с одним из лидеров мирового дизайна DesignContinuum.

### 2008
К группе компаний Смирнов Дизайн и Смирнов Технологии присоединилась дизайн студия Жёлтая Гора, которая занимается брендингом, разработкой фирменного стиля и дизайна упаковки.
С 2008 года Смирнов Сергей является членом экспертного клуба Министерства Промышленности и Торговли РФ.

### 2009
Начиная с 2009 года, все три компании объединены в группу компаний Smirnov Product Development.
Смирнов Дизайн заключила партнёрство с немецкой фирмой WildDesign.

### 2010
9 июня 2010 года Высший колледж «Технический дизайн изделий из силикатных материалов» (ВК ТД, в составе ИВМТ) при Российском химико-технологическом университете имени Д. И. Менделеева удостоил Смирнова Сергея Альбертовича почётным званием Председателя государственной экзаменационной комиссии.
Создание дизайна корпуса первого российского томографа MR Scanex. Работу над томографом проводили специалисты трёх компаний: «РТИ, Криомагнитные системы», «Гелпик» и «Смирнов Дизайн».

### 2011
Компания «Смирнов Дизайн» приняла участие в разработке дизайна частного лунохода «Селеноход» в рамках конкурса Google Lunar X PRIZE.

### 2012
Открылся дополнительный офис в Технопарке Сколково.
Прибор i-uh с дизайном корпуса от «Смирнов Дизайн» выиграл конкурс «Сколково MD», в роли заказчика выступала компания «Ангиоскан».

### 2013
«Смирнов Дизайн» получила премию в области промышленного дизайна red dot design award за универсальную одноразовою иммобилизационную шину Bimedico.
13 июля Смирнов Сергей Альбертович принял участие в дискуссии «Российские ТОП7» на международной промышленной выставке ИННОПРОМ-2013 в Екатеринбурге.

### 2014
Сергей Смирнов вошёл в состав членов Совета по инжинирингу и промышленному дизайну при Министерстве промышленности и торговли РФ.

### 2015
На выставке Открытые инновации продемонстрирована первая версия логистического робота RONAVI, полностью разработанного специалистами Смирнов Дизайн.

### 2016
Специалистами компании Смирнов Дизайн создан Центр исследований и инновационных разработок при МГХПА им С. Г. Строганова. Центр занимается промышленным дизайном, инжинирингом, робототехникой, искусственным интеллектом.

### 2017
Проекты Смирнов Дизайн получили премии ISPO AWARD за проект RESERO и премию Первого московского биенале дизайна за проект AERO.

### 2018
Смирнов Дизайн получил статус Центра коллективного пользования Сколково. Проекты компании получили две премии RED DOT и одну премию IF DESIGN AWARD. Подписано соглашение о сотрудничестве с ПАО «Сбербанк»

## Работы
Компания Смирнов Дизайн занимается также так называемыми дизайн-исследованиями, самые крупные проекты в этой области были проведены Смирнов Дизайн для компании Samsung в 2007 году и для компаний LG и Bombardier в 2008. В портфолио студии более 600 проектов, выполненных в разное время и в различных областях: медицине, бытовой технике и электронике, коммуникационных устройствах, транспортных средствах и т. д.
Среди проектов дизайн-студии Смирнова — разработка и производство фильтра для очистки воды Барьер, дизайн эргономичного медицинского прибора для компании Спектромед, камера видеонаблюдения для Ситроникса, тренажёр дыхания по заказу Спорт Технолоджи, разработка всей линейки электропродукции Pilot, разработка дизайна канистр «Тосол Север» и Nord, дизайн системного блока для Kraftway и ряд других проектов, а также большое количество средств связи и электротехнической продукции.
Дизайнерами компании созданы образ фотоаппарата Зенит М, судейские системы для художественной гимнастики, диагностический комплекс SCANME, аэрофотосъемочный комплекс GEOSCAN GEMINI.
В настоящее время продолжается работа над созданием мотошлема с дополненной реальностью LIVEMAP HELMET.